# 42

## Nașteri
- dată necunoscută: Papa Sixt I  (d. ?)

## Decese
- dată necunoscută: Arria  (n. ?)